# Ricaniidae
Ricaniidae Amyot & Serville, 1843, è una Famiglia comprendente insetti dell'Ordine dei Rincoti Eterotteri, Superfamiglia dei Fulgoroidei.

## Descrizione
I Ricaniidae hanno capo largo quanto il torace, con fronte più larga che lunga, a margine non angoloso e clipeo non carenato lateralmente. Gli ocelli sono laterali, disposti sotto gli occhi e lateralmente rispetto alla regione fronto-clipeale. Le antenne hanno flagello filiforme e non segmentato e i due articoli prossimali ingrossati.
Le ali anteriori hanno un profilo triangolare, sono ben sviluppate sia in lunghezza sia in larghezza, più lunghe dell'addome ed hanno l'area costale suddivisa in numerose cellule da nervature trasversali. In riposo sono ripiegate a tetto sull'addome ma tenute quasi verticalmente.
Le zampe presentano, come in tutti i Fulgoroidei, le coxe allungate. Quelle posteriori hanno il primo e secondo tarsomero piuttosto corti; l'apice del secondo tarsomero è arrotondato e privo di spine.

## Sistematica
La famiglia comprende più di 450 specie ripartite fra circa 46 generi:
- Acroprivesa
- Alisca
- Apachnas
- Aprivesa
- Armacia
- Armilustrium
- Busas
- Carmentalia
- Cotrades
- Deferundata
- Deraulax
- Epitemna
- Epithalamium
- Euricania
- Hajar
- Janssensia
- Keiserana
- Lambertonia
- Lugardia
- Marleyia
- Meliprivesa
- Mesoricania

- Motua
- Motumotua
- Mulvia
- Neoprivesa
- Paurostauria
- Plestia
- Pocharica
- Pocharista
- Pochazia
- Pochazina
- Pochazoides
- Privesa
- Ricania
- Ricanoides
- Ricanopsis
- Ricanoptera
- Ricanula
- Scolypopa
- Syndetica
- Tarundia
- Trysanor